# Coll de Sant Roc de Viu
El Coll de Sant Roc de Viu és un coll a 1.441,4 m d'altitud del límit dels termes municipals de Tremp, del Pallars Jussà, dins de l'antic municipi ribagorçà d'Espluga de Serra, a l'enclavament d'Enrens i Trepadús, i del Pont de Suert, dins de l'antic terme de Viu de Llevata, de l'Alta Ribagorça. Així doncs, tot i que aquesta collada pertany geogràficament del tot a la comarca ribagorçana, administrativament separa el Pallars Jussà de l'Alta Ribagorça.
Està situat a ponent del poble de Viu de Llevata, al costat del Pilaret de Sant Roc, que dona nom al coll. És a llevant de la Faiada de Malpàs i del Tossal del Comptador. Hi passa la pista rural que mena als repetidors de telecomunicacions del Cap de la Faiada, i antigament, el camí de bast que menava a Enrens i Trepadús.